# Rosenheimer Straße
Die Rosenheimer Straße ist eine Ausfallstraße in München. Sie ist nach der Stadt Rosenheim benannt, in deren Richtung sie führt, und verläuft im Stadtbezirk Au-Haidhausen (Bezirksteil Haidhausen-Süd, den sie teilweise nach Süden zum Bezirkssteil Untere Au abgrenzt), bildet östlich der mit einer Unterführung unterquerten Bahnlinie die Grenze zwischen den Stadtbezirken Berg am Laim und Ramersdorf-Perlach, und verläuft weiter durch den letztgenannten Stadtbezirk bis zur Bundesautobahn 8 in Richtung Salzburg.

## Verlauf

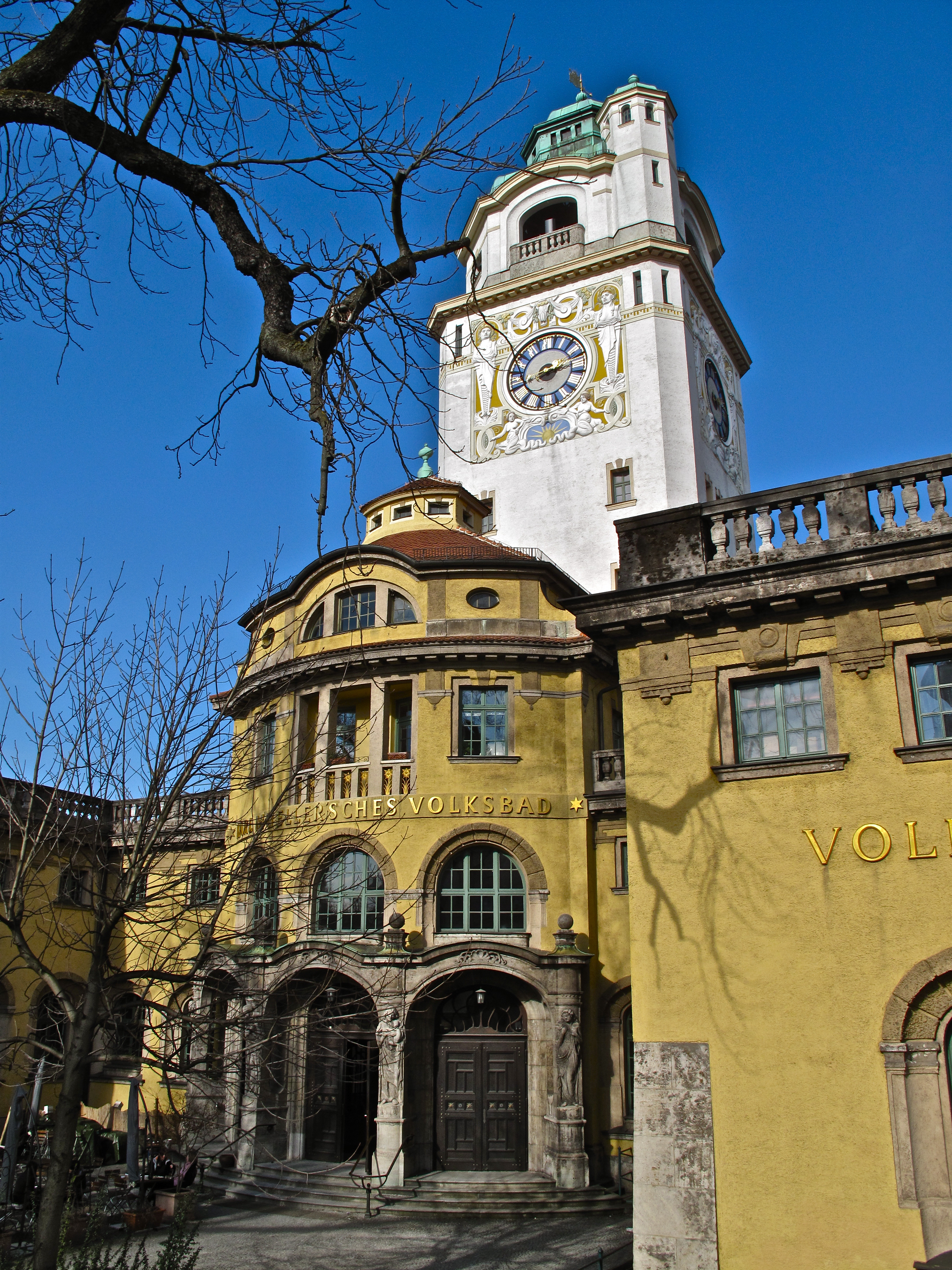
Müllersches Volksbad (Haus Nr. 1)

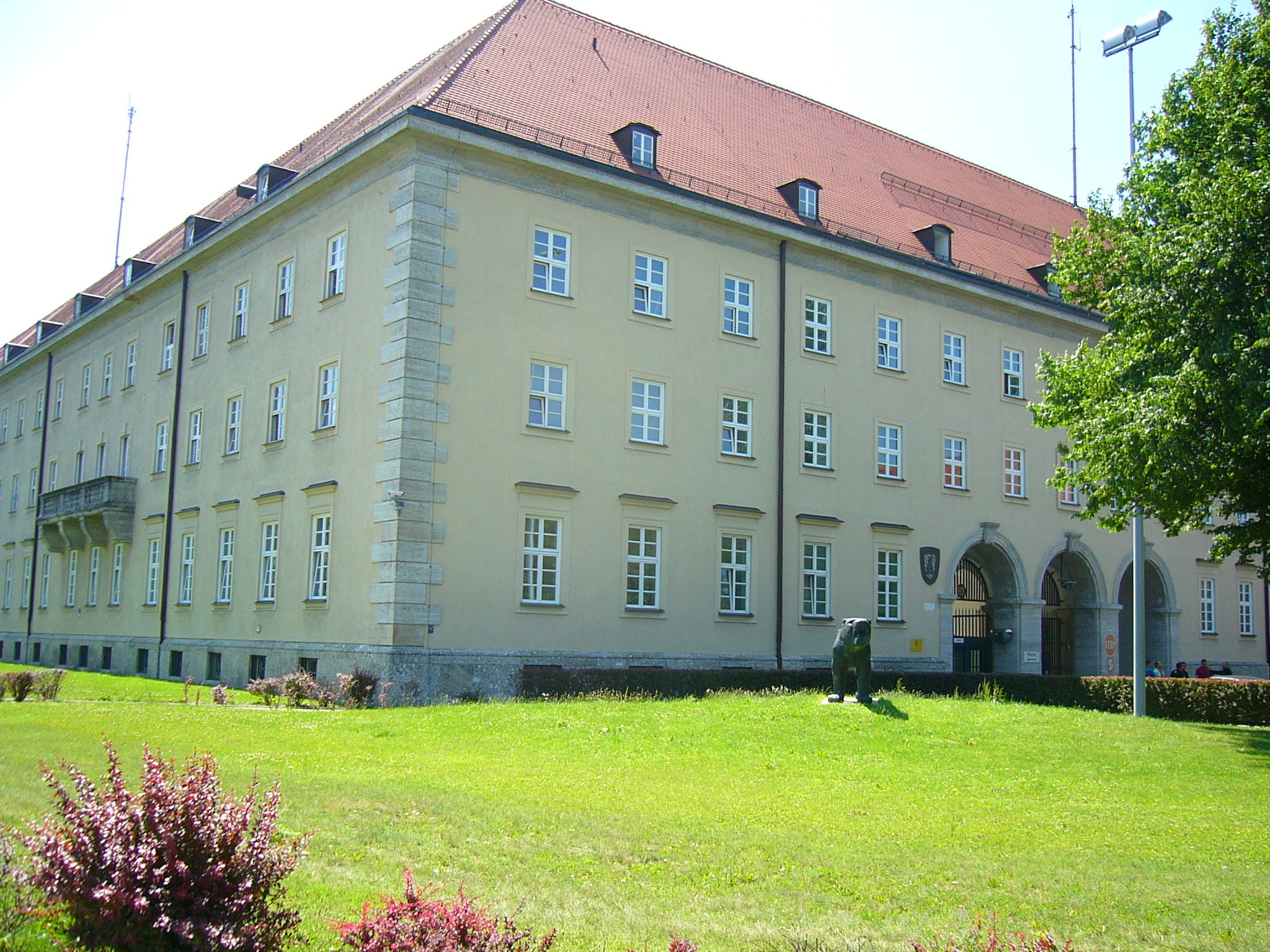
Gebäude der Bereitschaftspolizei

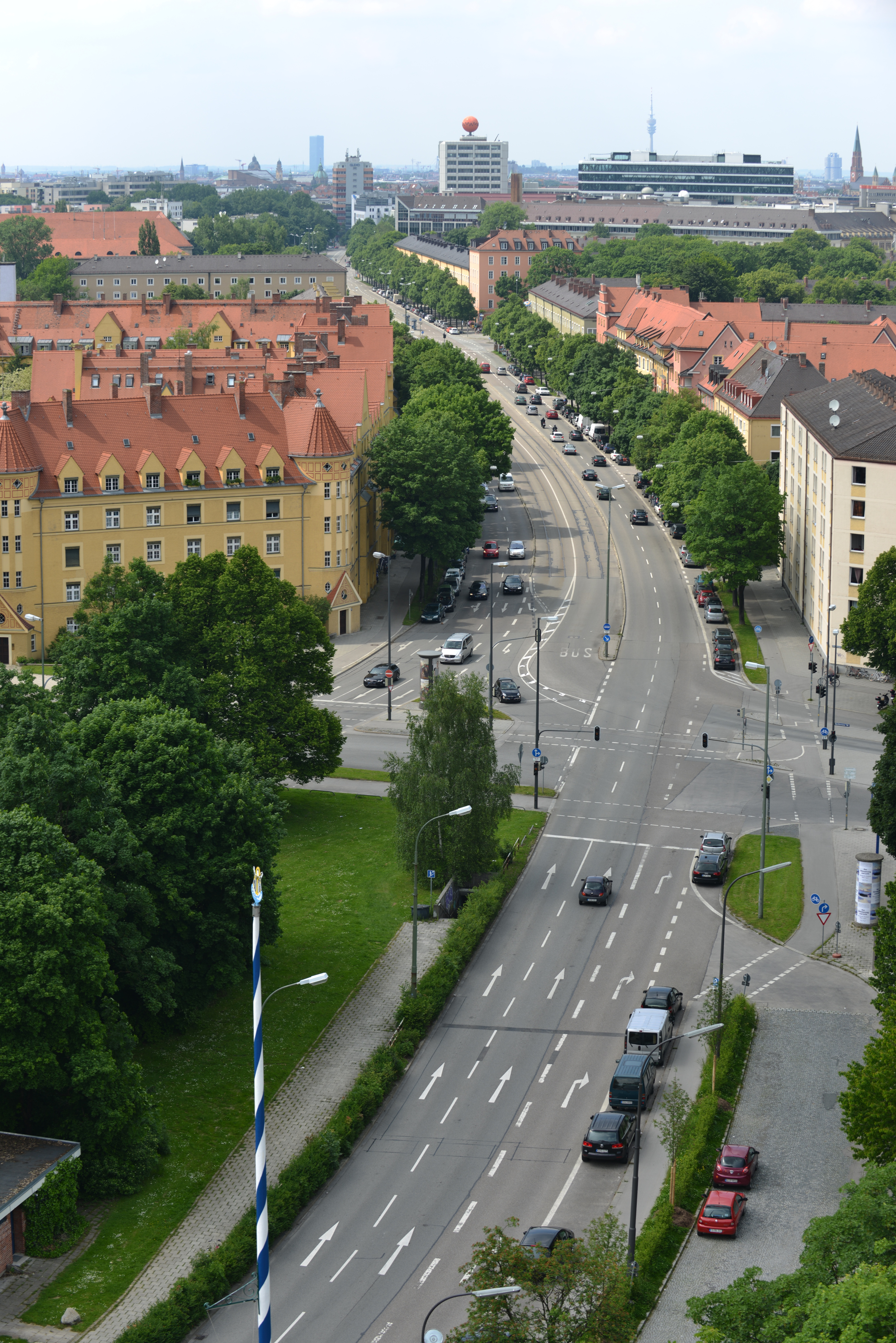
Die Rosenheimer Straße endet in Ramersdorf

Die Straße setzt beginnend am Müllerschen Volksbad den historischen über die Ludwigsbrücke nach Osten führenden Stadtausgang fort. Bereits nach wenigen Metern zweigt nach links die ehemalige Wiener Landstraße (heute die Straßen Am Gasteig und Innere Wiener Straße) ab. Die Rosenheimer Straße steigt zwischen dem Kulturzentrum Gasteig, dem Hotel Hilton München-City und dem ehemaligen Motorama (jetzt Einkaufszentrum mit Hotel; früher mit dem Bürgerbräukeller und dem Münchner Kindl-Keller bebaut) auf das östliche Isarhochufer an, quert an einem markanten Bürogebäude den Rosenheimer Platz mit dem gleichnamigen unterirdischen Bahnhof der S-Bahn München, die vom Müllerschen Volksbad bis zur Kreuzung mit der Orleansstraße unter der Straße verläuft, und setzt sich durch das nach 1871 errichtete, auch als Ensemble (E-1-62-000-48) geschützte Franzosenviertel in Haidhausen fort, das im Osten durch die Orleansstraße begrenzt wird. In diesem Abschnitt liegen zahlreiche denkmalgeschützte Gebäude (siehe Liste der Baudenkmäler in Haidhausen).
Östlich der Orleansstraße wird die Bahnstrecke München–Rosenheim unterquert. Die Rosenheimer Straße bildet zunächst die Grenze zwischen den Stadtbezirken Berg am Laim und Ramersdorf-Perlach, tritt dann aber vollständig auf das Gebiet der ehemaligen Gemeinde Ramersdorf. Im Süden liegt bis zur Balanstraße die gemischte Bebauung des Kustermannparks auf dem Gelände der früheren Kustermann’schen Eisenwerke, weiter schließt ein kleiner Park an, über dessen Bebauung im Jahr 2017 diskutiert wurde. Bis zur Kreuzung mit der Sankt-Martin-Straße (nach Westen) und der Anzinger Straße (nach Osten) folgt eine gemischte Bebauung; östlich grenzt das Werksviertel an. Zwischen Sankt-Martin-Straße und Claudius-Keller-Straße liegen auf der Südwestseite der Straße ausgedehnte Baukomplexe der Bayerischen Bereitschaftspolizei. In diesem Bereich befindet sich der U-Bahnhof Karl-Preis-Platz. Östlich der Melusinenstraße befinden sich die zwischen 1907 und 1927 errichteten ensemblegeschützten Wohnanlagen am Loehleplatz (E-1-62-000-30). Auf der gegenüberliegenden Straßenseite stehen zwei zwischen 1925 und 1927 von Eduard Thon errichtete, ebenfalls denkmalgeschützte Miethausanlagen (Nr. 214–228 – gerade). Auf ihrem letzten Abschnitt bis zur Autobahnauffahrt München-Ramersdorf am Mittleren Ring verläuft die Straße in zwei Äste geteilt am Ortskern von Alt-Ramersdorf westlich vorbei.